# 첸트로소유스 빌딩

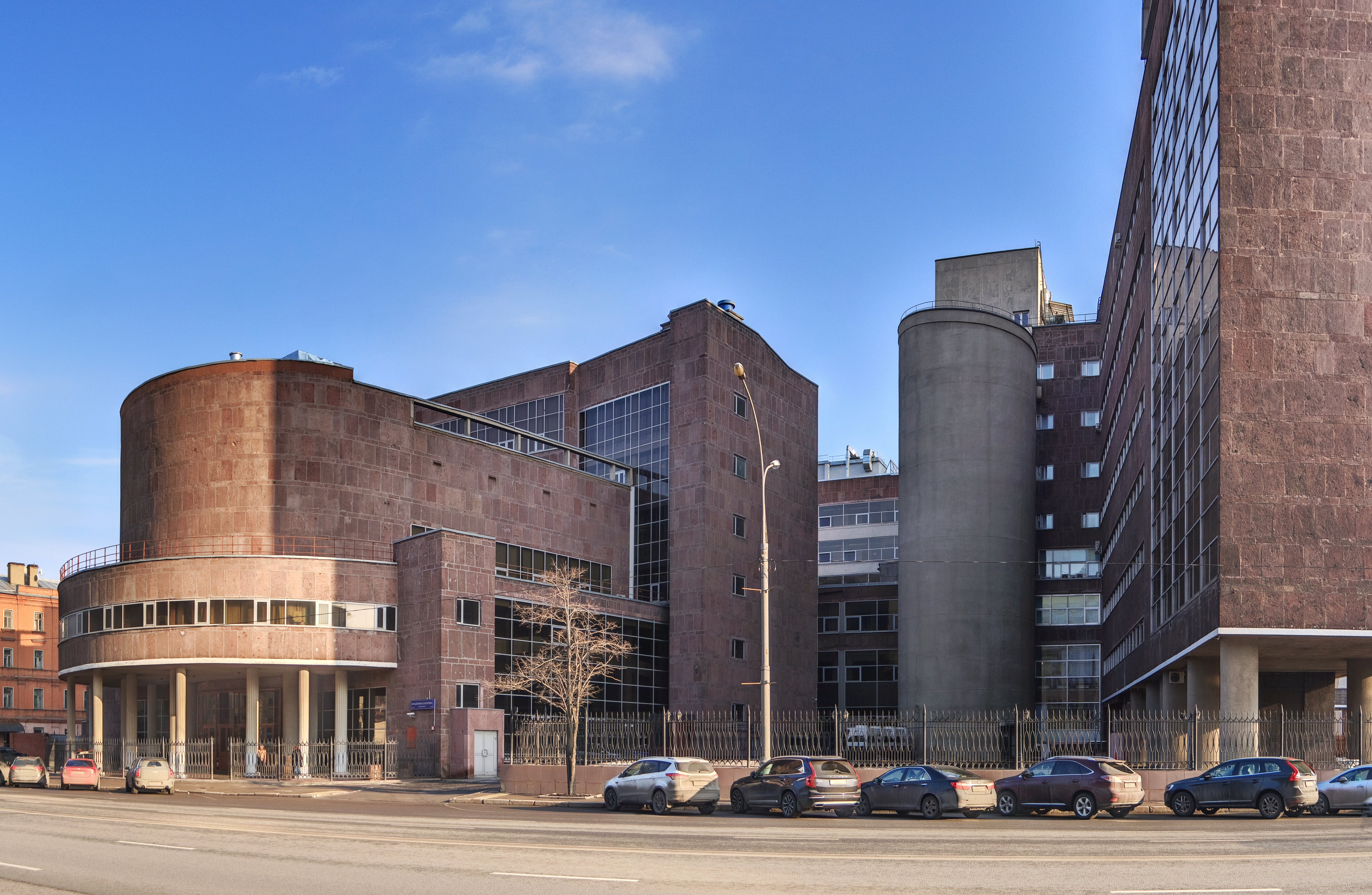
첸트로소유스 빌딩

첸트로소유스 빌딩(러시아어: Центросоюз) 또는 센트로소유스 빌딩은 러시아 모스크바에 있는 정부 건물로, 1933년에 르 코르뷔지에와 니콜라이 콜리가 건설했다. 첸트로소유즈는 소련의 관료 조직인 소비자 협동조합 중앙 연합을 가리킨다. 이 건물에는 3,500명을 수용할 수 있는 사무실 공간과 레스토랑, 강의실, 극장 및 기타 시설이 들어섰다. 이 건물의 주소는 먀스니츠카야 거리 39이고, 건물의 동쪽은 먀스니츠카야 거리를 마주보고 있다. 정문이 될 예정이었던 서쪽은 아카데믹 사하로프 애비뉴를 마주보고 있다. 현재는 로스스타트(Росстат), 러시아 연방통계청 및 연방 금융 감시 서비스(러시아 금융 정보 기관)의 본거지이다.

## 건축
1928년부터 이 프로젝트에 대한 건축 경연 대회가 3번 있었다. 르 코르뷔지에는 세 번 모두 우승했다. 1928년 세 번째 경연 대회에서 우승한 후 그는 이렇게 썼다. "나는 건축에서 배운 모든 것을 이 과제에 가져올 것이다. 새로운 정신에 따라 조직되고 있는 국가에 제가 가진 지식을 기여하게 되어 매우 기쁘다."
이 프로젝트는 르 코르뷔지에의 건축 원칙인 필로티, 커튼월 외관, 자유로운 평면도, 리본 창문, 평평한 지붕을 대규모로 적용했다. 3,500명을 수용할 예정이었고 르 코르뷔지에는 순환 문제를 가장 중요한 것으로 생각했다. 사람과 차량을 수용하기 위한 필로티 시스템이 제안되었고, 건물에 여러 개의 접근 지점을 허용함으로써 매우 효과적인 것으로 입증되었다. 경사로는 건축가가 층 사이의 내부 순환을 위해 제안했으며, 그의 빌라 사보아와 연결되는 세부 사항이다. 르 코르뷔지에는 "우리는 도시 계획자로서 문제에 접근했다. 즉, 복도와 계단은 말하자면 폐쇄된 거리라고 생각했다. 결과적으로 이 거리는 3.25m 너비이고 항상 조명이 밝다. 게다가 피곤한 계단을 완만한 경사(14%) 경사로로 대체하여 자유롭고 쉬운 순환을 가능하게 했습니다."라고 말했다.
1929년에 첸트로소유즈 빌딩의 전체 건설 계획이 모스크바로 전송되었고 공사가 시작되었다. 그러나 요시프 스탈린의 첫 번째 5개년 계획으로 인한 자재 부족으로 지연이 발생했다. 건물은 철근 콘크리트로 만들어졌으며, 코카서스에서 나온 16인치 두께의 붉은 응회암 돌 블록이 단열재로 사용되었다.
유리 외관은 혁신적인 난방 및 환기 시스템을 포함하도록 의도되었다. 르 코르뷔지에의 최신 발명품인 respiration exacte(기계적 환기 시스템)와 murs neutralisants(중성 벽, 유리 층 사이의 난방/냉방 파이프)와 구스타프 리옹의 aeration ponctuelle 방법이 유리 프리즘과 내부의 난방 및 냉장을 위해 고려되었다. 이러한 혁신은 부분적으로는 재료 부족 때문이고 부분적으로는 제안된 기술의 실험적 특성(American Blower Corporation의 전문가들이 비실용적이고 비용이 많이 든다고 비판한 것 포함) 때문에 거부되었다. 대신 난방을 위해 라디에이터 시스템이 도입되었고, 롤러 블라인드와 반투명 유리가 건물을 열로부터 보호했다(더운 여름철에는 효과가 없었습니다).
이 건물은 동료 스위스 건축가 하네스 마이어로부터 "유리와 콘크리트의 향연"이라는 비판을 받았다. 그러나 러시아어 구성주의 알렉산더 베스닌은 그것을 "100년 이상 모스크바에서 일어난 최고의 건물"이라고 불렀다. 세기".

## 사진

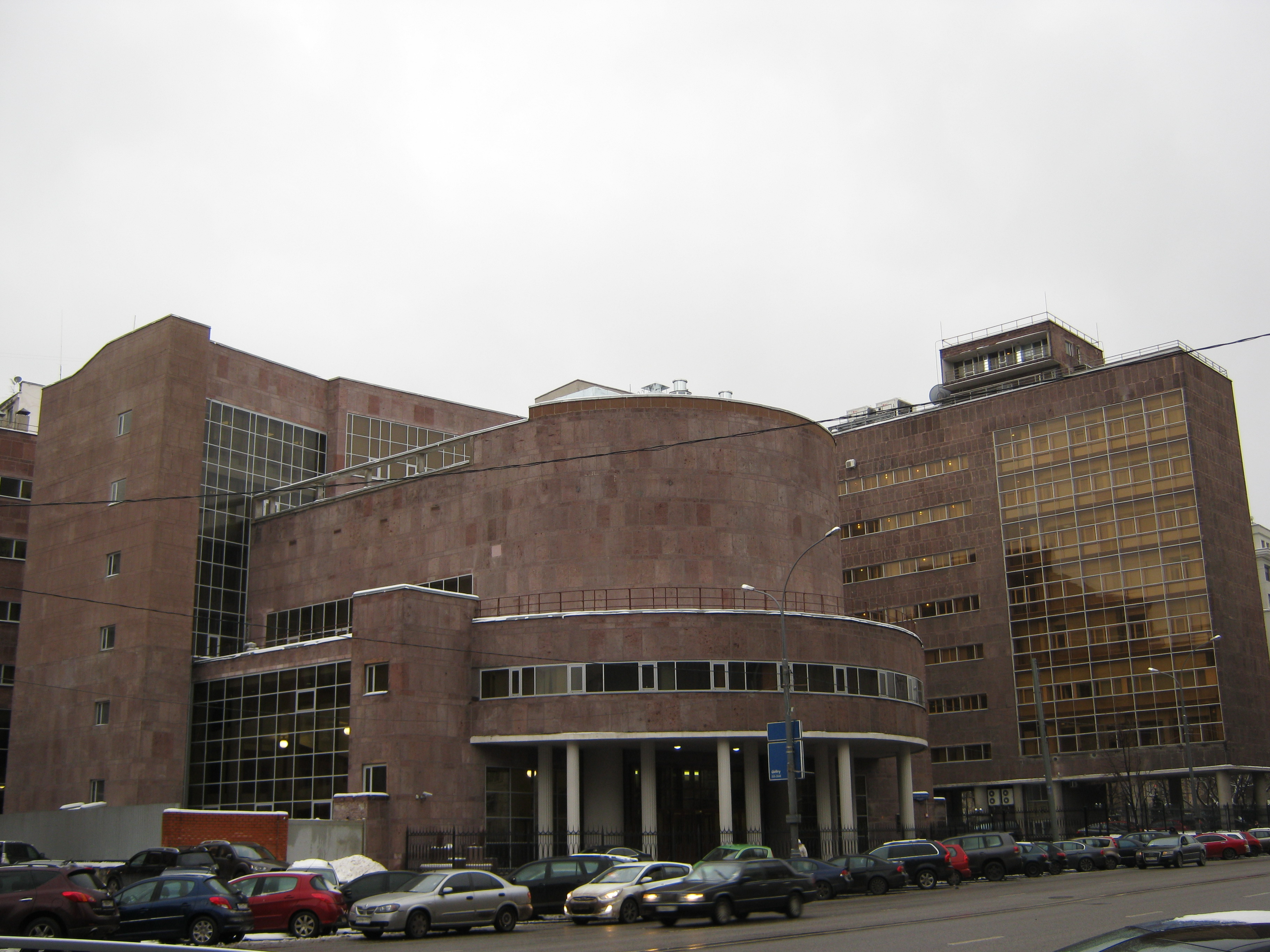
2012년